# エリー・ワヒ
- エリー・ワイ
- エリェ・ワイ
- エリェ・ワヒ

セペ・エリー・ワヒ（Sepe Elye Wahi、2003年1月2日 - ）は、フランス・クールクロンヌ出身のサッカー選手。アイントラハト・フランクフルト所属。ポジションはフォワード。

## クラブ経歴
2018年の夏からモンペリエHSCの下部組織で育成され、2019年10月17日、クラブと自身初のプロ契約を結んだ。1年後の2020年12月16日、リーグ・アンのFCメス戦にてプロデビューを果たし、翌年1月15日のASモナコとのリーグ戦ではトップチーム初ゴールを挙げた。このゴールはクラブ史上2番目の若さでの得点となった。
2023年8月20日、RCランスに移籍した。5年契約で、移籍金は3500万ユーロとみられている。
2024年8月13日、オリンピック・マルセイユに移籍した。
2025年1月24日、アイントラハト・フランクフルトに移籍した。

## 代表経歴
2019年からフランスの世代別代表に招集されている。

## 人物
コートジボワール人の両親を持ち、自身はフランスのクールクロンヌで出生した。